# فيتالي بورديان
فيتالي بورديان (بالرومانية: Vitalie Bordian)‏ (11 أغسطس 1984 بكيشيناو في مولدوفا - ) هو لاعب كرة قدم مولدوفي في مركز الدفاع. شارك مع منتخب مولدوفا تحت 21 سنة لكرة القدم ومنتخب مولدوفا لكرة القدم. أما مع النوادي، فقد لعب مع زمبرو تشيسيناو ولوكوموتيف موسكو ونادي فولغا نيجني نوفغورود ونادي فيريس كيشيناو ونادي ميتاليست خاركيف وFC Helios Kharkiv ‏ وهوفيرلا أوجهورود ‏.

## وصلات خارجية
- فيتالي بورديان على موقع الاتحاد الدولي (مؤرشف)  (الإنجليزية)
- فيتالي بورديان على موقع الاتحاد الأوربي (الإنجليزية)
- فيتالي بورديان على موقع اتحاد أوكرانيا (الإنجليزية)
- فيتالي بورديان على موقع قاعدة بيانات كرة القدم.إي يو (الإنجليزية)
- فيتالي بورديان على موقع ناشيونال فوتبول تيمز (الإنجليزية)
- فيتالي بورديان على موقع Soccerway.com (الإنجليزية)